# Элемент (философия)
Элеме́нт (от лат. elementum — «начало, основа, стихия, основная сущность, часть») — часть, наряду с другими подобными частями, составляющая некоторое целое, например, систему или множество.

## Этимология
Латинское слово elementum использовали ещё античные авторы (Цицерон, Овидий, Гораций), причём почти в том же смысле, что и сейчас — как часть чего-то: речи, образования.
Древнее изречение гласило: «Как слова состоят из букв, так и тела — из элементов». Отсюда одно из возможных происхождений этого слова — по названию ряда согласных латинских букв {\displaystyle L}, {\displaystyle M}, {\displaystyle N} [el–em–en].
Михаил Васильевич Ломоносов «элементами» называл атомы.